# Буллёзная кератопатия
Буллёзная кератопатия — нарушение функции эндотелия роговицы, ведущее к пропитыванию стромы жидкостью из передней камеры глаза с образованием характерных пузырьков. Нарушение развивается вследствие ряда причин, в их числе эндотелиальная дистрофия Фукса, травма роговицы при удалении катаракты или имплантации интраокулярных линз.